# جزر بيتكيرن
جزر بيتكيرن (بالإنجليزية: Pitcairn Islands)‏ هي مجموعة من أربع جزر بركانية في جنوب المحيط الهادئ تشكل الإقليم البريطاني الوحيد فيما وراء البحار في المحيط الهادئ. تنتشر الجزر الأربع - بيتكيرن وهندرسون ودوسي وأوينو - عبر عدة مئات من الأميال من المحيط وتبلغ مساحتها الإجمالية حوالي 47 كيلومتر مربع. تمثل جزيرة هندرسون 86٪ من مساحة الإجمالية، ولكن جزيرة بيتكيرن فقط مأهولة. أقرب الجزر إلى جزر بيتكيرن هي مانغاريفا(بولينيزيا الفرنسية) على بعد 688 كم إلى الغرب وجزيرة إيستر على بعد 1929 كم إلى الشرق.
سكان جزر بيتكيرن هم مجموعة عرقية ثنائية العرق تنحدر في الغالب من تسعة متمردي باونتي وزوجات تاهيتيات - كما هو واضح من ألقاب العديد من سكان الجزر. كان التمرد وعواقبه موضوع العديد من الكتب والأفلام. اعتبارًا من يناير 2020، كان عدد السكان الدائمين في الإقليم 47 فقط.

## عن الجزر
إن الجزر معروفة بأنها وطن أحفاد ثوار المحاصيل والتاهيتيين الذي رافقوهم. هذه القصة ما زالت ظاهرة في ألقاب العديد من سكنة الجزيرة. مع حوالي خمسين ساكناً فقط (من تسعة عوائل)، بيتكيرن مشهورة أيضاً بأنها أقل البلدان المأهولة بالسكان في العالم . مساحتها 5 كيلومترات مربعة. عاصمتها آدمزتاون.

## خلفية تاريخية

### استيطان البولينيزيين
كان البولينيزيين أوائل المستوطنين المعروفين لجزر بيتكيرن، ويبدو أنهم عاشوا على بيتكيرن وهندرسون لعدة قرون. وعلى الرغم من اعتقاد علماء الآثار بأن البولينيزيين عاشوا على بيتكيرن حتى أواخر القرن الخامس عشر، إلا أن الجزر كانت خالية من السكان عندما أعاد الأوروبيون اكتشافها.

### وصول الأوروبيين
وصل البحار البرتغالي بيدرو فرنانديز دي كويروس إلى جزر دوسي وهندرسون أثناء إبحاره تحت راية التاج الإسباني، ووصل في 26 يناير 1606. أطلق عليهما اسم لا إنكارناسيون (سر التجسد) وسان خوان باوتيستا (القديس يوحنا المعمدان) على التوالي. تشكك بعض المصادر في تحديد الجزيرتين اللتين زارهما كويروس وأطلق عليهما الأسماء، إذ يرجح أن تكون لا إنكارناسيون هي جزيرة هندرسون، وسان خوان باوتيستا جزيرة بيتكيرن.
رُصِدت جزيرة بيتكيرن في الثالث من يوليو عام 1767 من قبل طاقم السفينة الشراعية البريطانية إتش إم إس سوالو، والتي قادها الكابتن فيليب كارتريت. سُميت الجزيرة تيمنًا بالضابط البحري روبرت بيتكيرن، وهو عضو في الطاقم يبلغ من العمر خمسة عشر عامًا وكان أول من رصد الجزيرة. كان روبرت بيتكيرن ابن رائد البحرية البريطاني جون بيتكيرن الذي قتل لاحقًا في معركة بانكر هيل عام 1775 خلال حرب الاستقلال الأمريكية.
أبحر كارتريت بدون الكرونومتر البحري الجديد ورسم خريطة للجزيرة عند خط عرض 25 درجة و2 دقيقة جنوبًا وخط طول 133 درجة و21 دقيقة غربًا، وعلى الرغم من دقة خط العرض إلى حد ما، إلا أن خط الطول الذي سجله كان خاطئا بنحو 3 درجات، ما أدى إلى وضع إحداثياته على بعد 330 كيلومترا (210 ميلًا) غرب الجزيرة الفعلية. صعّب ذلك العثور على بيتكيرن، كما يتضح من فشل القبطان جيمس كوك في تحديد موقع الجزيرة في يوليو 1773.

### استيطان الأوروبيين
استقر تسعة من المتمردين في عام 1790 من السفينة التجارية البريطانية إتش إم إس باونتي، إضافةً إلى الرجال والنساء التاهيتيين الأصليين الذين كانوا معهم (ستة رجال، وإحدى عشرة امرأة، ورضيعة واحدة)، في جزيرة بيتكيرن وأضرموا النار في السفينة باونتي. كان سكان الجزيرة على دراية تامة بموقع باونتي، والذي بقي مرئيًا تحت الماء في خليج باونتي، ولكن حطام السفينة لفت الانتباه بشكل كبير في عام 1957 عندما وثقه المستكشف لويس ماردن من ناشيونال جيوغرافيك. على الرغم من أن المستوطنين بقوا على قيد الحياة من خلال الزراعة والصيد، إلا أن الفترة الأولية للاستقرار شهدت توترات خطيرة بينهم. أدى إدمان الكحول والقتل والأمراض وغيرها من العلل إلى وفاة معظم المتمردين والرجال التاهيتيين. لجأ جون آدمز ونيد يونغ إلى الكتب المقدسة، مستخدمين الكتاب المقدس الخاص بالسفينة كدليل لبناء مجتمع جديد وسلمي. توفي يونغ في النهاية بسبب عدوى الربو.
اكتُشفت جزيرة دوسي في عام 1791 من قبل قبطان البحرية الملكية إدوارد إدواردز على متن السفينة إتش إم إس باندورا، أثناء البحث عن متمردي باونتي. أطلق عليها اسم فرانسيس رينولدز موريتون، بارون دوسي الثالث، وهو أيضًا قبطان في البحرية الملكية.
أفاد سكان جزيرة بيتكيرن أنه لم يروا سفينة أخرى منذ وصول السفينة باونتي حتى 27 ديسمبر 1795، لكنها لم تقترب من الجزيرة ولم يتمكنوا من تحديد جنسيتها. ظهرت سفينة ثانية عام 1801، لكنها لم تحاول التواصل معهم. اقتربت سفينة ثالثة بما فيه الكفاية لرؤية منزلهم، لكنها لم تحاول إرسال قارب إلى الشاطئ. كانت سفينة الأختام الأمريكية توباز، بقيادة مايو فولجر، أول من يزور الجزيرة، إذ أمضى طاقمها عشر ساعات في بيتكيرن في فبراير 1808. أصبح صائدو الحيتان بعد ذلك زوارًا منتظمين للجزيرة، وكان جيمس آرنولد آخر صائد حيتان سُجلت زيارته في عام 1888.
قدّم فولجر تقريرًا عن اكتشافه إلى الأميرالية، ذكر فيه المتمردين وقدم موقعًا أكثر دقة للجزيرة: 25°02′ جنوبًا و130°00′ غربًا. لم يكن ذلك معروفًا للسير توماس ستينز، الذي قاد أسطولًا من سفينتين تابعتين للبحرية الملكية، هما بريتون وتاغوس، واللتان وجدتا الجزيرة عند 25°04′ جنوبًا و130°25′ غربًا (بالملاحظة الزوالية) في 17 سبتمبر 1814. أرسل ستينز مجموعة إلى الشاطئ وكتب تقريرًا مفصلًا للأميرالية، وبحلول ذلك الوقت، كان المتمرد الوحيد الباقي على قيد الحياة هو جون آدمز، الذي مُنح عفوًا عن دوره في التمرد.
اكتُشفت جزيرة هندرسون في 17 يناير 1819، من قبل القبطان البريطاني جيمس هندرسون من سفينة هرقل التابعة لشركة الهند الشرقية البريطانية. أبحر القبطان هنري كينغ على متن السفينة إليزابيث في 2 مارس، ووصل إلى الجزيرة ليجد العلم البريطاني يرفرف بالفعل. نقش طاقمه اسم سفينتهم على شجرة. اكتُشفت جزيرة أوينو في 26 يناير 1824 من قبل القبطان الأمريكي جورج وورث على متن سفينة صيد الحيتان أوينو.
كان المغامر الأمريكي جوشوا هيل قد وصل في عام 1832، بعد فشل محاولاته لتقديم عريضة للحكومة البريطانية وجمعية لندن التبشيرية. ذُكر أنه كان بحلول مارس 1833، قد أسس جمعية الاعتدال لمكافحة السكر، وجمعية خميس العهد، واجتماع صلاة شهري، وجمعية للأحداث، وجمعية السلام، ومدرسة.

### المستعمرة البريطانية
يعتبر سكان جزيرة بيتكيرن أن جزرهم أصبحت رسميًا مستعمرة بريطانية في 30 نوفمبر 1838، كما أنها أصبحت واحدة من أولى الأراضي التي منحت المرأة حق التصويت. وبحلول منتصف الخمسينيات من القرن التاسع عشر، كان مجتمع بيتكيرن يتزايد بشكل يفوق قدرة الجزيرة على الاستيعاب، فناشد قادة المجتمع الحكومة البريطانية طالبين المساعدة، وعُرض عليهم جزيرة نورفولك. أبحر كامل السكان البالغ عددهم 193 شخصًا إلى نورفولك في 3 مايو 1856 على متن سفينة مورايشاير، ووصلوا في 8 يونيو بعد رحلة صعبة استمرت خمسة أسابيع. عاد 17 من سكان بيتكيرن إلى جزيرتهم الأم بعد 18 شهرًا فقط، وتبعهم 27 آخرون بعد خمس سنوات.
زارت السفينة ثيتيس جزيرة بيتكيرن في 18 أبريل عام 1881 ووجدت «السكان سعداء وراضين ومتمتعين بصحة جيدة». كان عدد السكان في ذلك الوقت 96 نسمة، بزيادة ستة أشخاص منذ زيارة الأدميرال دي هورسي في سبتمبر عام 1878. كانت قد وصلت إمدادات من الأصدقاء في إنجلترا، بما في ذلك قاربان لصيد الحيتان وأسمنت بورتلاند، والذي استخدم لجعل الخزان محكم الإغلاق. قدمت السفينة الملكية ثيتيس للجزر 200 رطل (91 كيلوجرامًا) من بسكويت السفن، و100 رطل (45 كيلوجرامًا) من الشموع، و100 رطل (45 كيلوجرامًا) من الصابون، بالإضافة إلى ملابس بقيمة 31 جنيهًا إسترلينيًا، تبرع بها طاقم السفينة. قدمت سفينة تجارية أمريكية تدعى فينوس في عام 1882 إمدادات من بذور القطن لتوفير محصول للجزر للتجارة المستقبلية.
زار الواعظ السبتي جون تاي جزيرة بيتكيرن في عام 1886، وأقنع معظم سكان الجزيرة بقبول إيمانه، وعاد في عام 1890 على متن السفينة التبشيرية بيتكيرن برفقة قسيس مُرَسَّم لإجراء المعموديات. أصبح غالبية سكان جزيرة بيتكيرن من السبتيين منذ ذلك الحين.
ضمت بريطانيا جزر هندرسون، وأوينو، ودوسي في عام 1902: هندرسون في الأول من يوليو، وأوينو في العاشر من يوليو، ودوسي في التاسع عشر من ديسمبر. دُمجت الجزر الثلاث مع جزيرة بيتكيرن في وحدة إدارية واحدة تسمى «مجموعة جزر بيتكيرن» في عام 1938. بلغ عدد السكان ذروته عند 233 نسمة في عام 1937، وانخفض منذ ذلك الحين بسبب الهجرة، لا سيما إلى أستراليا ونيوزيلندا.

## الجزر
تتكون جزر بيتكيرن من أربعة جزر رئيسية:
- جزيرة بيتكيرن
- جزيرة هيندرسن
- جزيرة دوسي
- جزيرة أوينو، وجزرها المرتبطة:
  - جزيرة أيونو
  - جزيرة ساندي

## اقتصاد
التربة الخصبة لوديان بيتكيرن تنتج أنواعاً مختلفة من الثمار والخضار، يتضمن ذلك الحمضيات، وقصب السكر، والبطيخ، والموز، والفاصولياء. سكنة هذا الاقتصاد الصغير جداً يعيشون على صيد السمك، والزراعة المعيشية، والحرف، مع المقايضة وهي الجزء المهم من الاقتصاد. إن المصادر الرئيسية للدخل هي بيع الأختام البريدية إلى الجامعين، والعسل، وبيع الحرف للسفن العابرة، التي أغلبها يغادر إلى نيوزيلندا عن طريق قناة بنما. التجارة مقيدة بالجغرافية المتعرجة للجزيرة، التي تفتقر إلى ميناء أو مهبط، يجبر ذلك كل التجارة لكي تكون على قارب كبير إلى السفن الزائرة.